# Xerocomellus zelleri
Xerocoméllus zélleri (лат.) — гриб рода Xerocomellus семейства Болетовые (Boletaceae). 

## Описание
Шляпка диаметром 5—12 см, мясистая, вначале выпуклая, с возрастом становится плоской, с бархатистой поверхностью. Окраска темно-коричневая до почти чёрной.
Мякоть жёлтая или грязно-жёлтая, на воздухе синеет.
Ножка до 10 см длиной, 1—2,5 см в диаметре, поверхность красная или желтоватая, с красными продольными полосками, у основания часто белая или жёлтая, с возрастом становится желтовато-красной или темно-красной.
Трубчатый слой приросший, поры до 1,5 см длиной. При повреждении цвет не меняет.
Споровый порошок оливково-коричневый, споры эллипсовидные, 12—16 х 4—6 мкм.

## Распространение
Растёт в западной части Северной Америки.

## Пищевые качества
Съедобный гриб хорошего качества.